# Відновлювана енергетика в Албанії

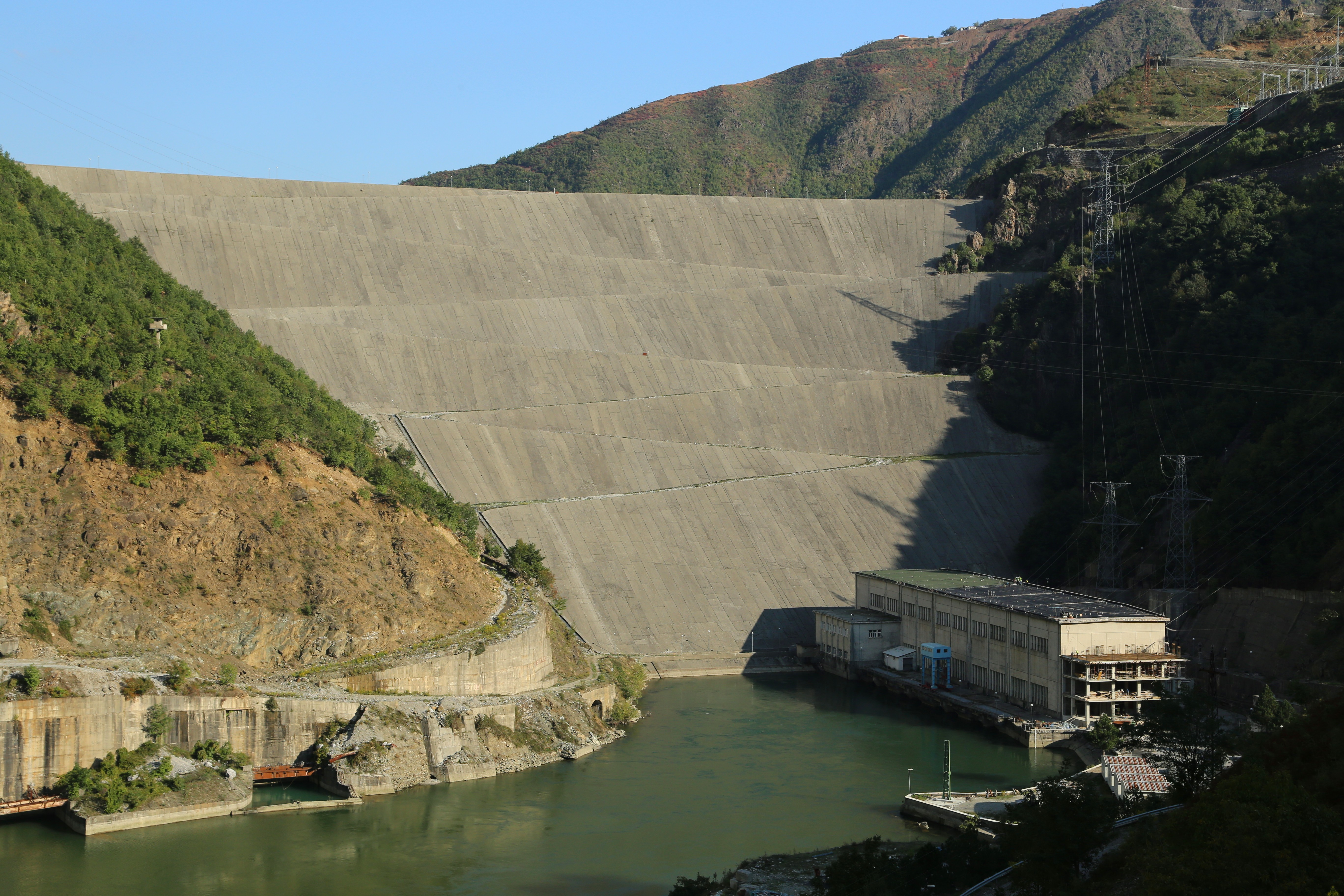
ГЕС Фієрца

Відновлювана енергетика Албанії включає в себе електростанції, що працюють на біопаливі, геотермальних джерелах, енергії води, сонця і вітру. Основу відновлюваної енергетики Албанії складають гідроелектростанції, хоча при відпливах і низькому рівні води це призводить до енергетичних проблем. Албанія має великий потенціал для використання енергії сонця, вітру і геотермальних джерел завдяки середземноморському клімату, природних криниць і балканських горах.

## Гідроелектростанції
Основне джерело електрики в Албанії — це гідроелектростанції, які все ж ненадійні через постійну зміну рівня води. Албанія уклала контракт з австрійською компанією Verbumd про будівництво ГЕС Ашта у 2012 році для забезпечення 100 тисяч житлових будинків електрикою.

## Сонячні електростанції
Програма розвитку ООН передбачає будівництво сонячних батарей в Албанії: на установку панелей площею 75 тис. м2 було витрачено 2,75 млн доларів США. До 2010 року були встановлені 10700 м2, решта батарей добудовувалася з 2015 року. Сонячні батареї розраховані на 2100—2700 сонячних годин на рік. Енергетика може використовуватися для постачання опаленням і електрикою житлових будинків, комерційних і промислових будівель.

## Вітряна енергетика
Через недостатньо розвинені технології Албанія не може повністю використовувати вітер як джерело енергетики. Планується встановити вітряні електростанції для вироблення 2000 МВт енергії. Ідеальними місцями є південь, схід і північ гір Албанії. Швидкість вітру досягає 8-9 м/с у багатьох районах країни. Планується забезпечити поставку енергетики в Італії.

## Геотермальна енергетика
В країні немає геотермальних електростанцій, хоча є придатні джерела — гарячі точки у вигляді природних колодязів на кордоні з Грецією. В даний час питання про використання геотермальної енергії розглядається.

## Законодавче регулювання
У 2004 році був прийнятий закон № 9073 про будівництво ряду нових ГЕС, у 2006 році закон № 9663 дозволив використовувати приватні інвестиції для будівництва ГЕС. Поточні тарифи на електроенергію введені в 2007 році. У 2008 році була створена Модель ринку електроенергії, яка дозволяє укладати угоди між незалежними енергетичними компаніями і малими компаніями, а також дозволяє продавати електроенергію на будь-який ринок, що робить альтернативну енергетику більш доступною.